# رومان بيكون
رومان بيكون (بالفرنسية: Romain Bacon)‏ هو دراج فرنسي، ولد في 8 مارس 1990 في لو بلانك ميسنيل في فرنسا.

## وصلات خارجية
- رومان بيكون على موقع الاتحاد الدولي للدراجات (الإنجليزية)
- رومان بيكون على موقع أرشيف الدراجات (الإنجليزية)
- رومان بيكون على موقع إحصائيات الدراجات الإحترافية (الإنجليزية)
- رومان بيكون على موقع نسبة الدراجات (الإنجليزية)